# Boronuk
Boronuk (en rus: Боронук) és un poble de la república de Sakhà, a Rússia, que en el cens del 2010 tenia 307 habitants, pertany al districte de Batagai.